# Gellért Raksányi
Gellért Raksányi (n. 19 iulie 1925, Szigetvár, Regatul Ungariei, Ungaria – d. 20 mai 2008, Budapesta, Ungaria) a fost un actor maghiar, laureat al premiilor Kossuth și Mari Jászai, distins cu titlurile de artist emerit, maestru al artei și actor al națiunii.

## Biografie
Era fiul dr. Árpád Raksányi, medicul șef al Spitalului din Szigetvár și al lui Margit Durkó.
A absolvit Academia de Teatru și Film din Budapesta în 1947 și a jucat la Teatrului Național din Budapesta, unde a fost numit în 1989 membru pe viață. A debutat cu roluri minore, dar a apărut apoi în multe filme și seriale de televiziune, printre care Szomszédok, unde a jucat pe domnul Kutya. La acea vreme era deja un actor celebru, iar porecla sa (Kutyu, câine) l-a păstrat și în serial. Avea această poreclă de la vârsta de trei ani (după propriile sale cuvinte, de la vârsta de patru ani), când o haită de câini a atras atenția hăitașilor asupra micului Gellért care se pierduse în timpul unei vânători. A murit la Budapesta pe 20 mai 2008 după o lungă suferință. A fost înmormântat în cimitirul din Balatongyörök.

## Roluri în piese de teatru
- Cehov: A medve (Szmirnov)
- Shakespeare: Antoniu și Cleopatra (Mardian)
- József Katona: Bánk bán (Biberach)
- Ben Jonson: Volpone (Leone)
- Shakespeare: Vízkereszt, vagy amit akartok (bolond)
- Zsigmond Móricz: Úri muri (Kudora)
- Gogol: A revízor (Zemljanyika)
- Mihály Vörösmarty: Czillei és a Hunyadiak (Újlaky Miklós)
- Imre Madách: Mózes (Jethro)
- Ibsen: Kísértetek (Jakob Engstrand)
- Rose: Tizenkét dühös ember (elnök)
- Zsigmond Móricz: Fii bun până la moarte (pedellus)
- Beaumarchais: Figaro házassága (Antonio)
- Levente Szörényi-János Bródy: Kőmíves Kelemen (vándor)
- István Örkény: Tóték (postás)
- László Németh: Galilei (Meculano)
- Shakespeare: Neguțătorul din Veneția (öreg Gobbo)
- Mór Jókai: Fiii omului cu inima de piatră (bătrânul preot Lánghy)
- Magda Szabó: Régimódi történet (Dudek Ferdinánd)
- Shakespeare: Romeo și Julieta (patikárius)
- Madách: Tragedia omului (kocsmáros, Luther)
- Jenő Rejtő-Schwajda: A néma revolverek városa (öreg Cödlinger)

## Filmografie

### Filme de cinema
- Díszmagyar (1949)....Mindruc János
- Szabóné (1949)
- Ludas Matyi (1949)
- Kis Katalin házassága (1950)
- Gyarmat a föld alatt (1951)
- Déryné (1951)
- Tűzkeresztség (1952)
- Föltámadott a tenger (1953)
- Rákóczi hadnagya (Suhajda István, 1953)
- Fel a fejjel (1954)
- Különös ismertetőjel (1955)
- Körhinta (1955)
- Az eltüsszentett birodalom (1956)
- Szakadék (1956)
- Sóbálvány (1958)
- 1958 Édes Anna, regia Zoltán Fábri
- Égrenyíló ablak (1959)
- Felfelé a lejtőn (1959)
- Álmatlan évek (1959)
- Bogáncs (1959)
- Szerelem csütörtök (1959)
- Szombattól hétfőig (1959)
- Az arc nélküli város (1960)
- Megöltek egy lányt (1961)
- Csutak és a szürke ló (1961)
- Napfény a jégen (1961)
- Áprilisi riadó (1962)
- Mici néni két élete (1962)
- A kilencvennégyes tartálykocsi (1962)
- 1963 1963 Întuneric în plină zi (Nappali sötétség), regia Zoltán Fábri
- A pénzcsináló (1964)
- Vízivárosi nyár (1964)
- Az aranyfej (1964)
- Húsz óra (1965)
- Fiii omului cu inima de piatră (1965)
- Déltől hajnalig (1965)
- A tizedes meg a többiek (1965)
- Változó felhőzet (1967)
- Nem várok holnapig (1967)
- A holtak visszajárnak (1968)
- A beszélő köntös (1969)
- Történelmi magánügyek (1969)
- A mi emberünk (1970)
- Mérsékelt égöv (1970)
- Érik a fény (1970)
- A halhatatlan légiós (1971)
- Csárdáskirálynő (1972)
- Hekus lettem (1972)
- Harminckét nevem volt (1972)
- Kakuk Marci (1973)
- Egy srác fehér lovon (1973)
- Álmodó ifjúság (1974)
- A királylány zsámolya (1976)
- Lúdas Matyi (1976)....II. hajdú (hang)
- Egy erkölcsös éjszaka (1977)
- Magyarok (1978)
- Kojak la Budapesta (1980) - Kórházi beteg
- Háry János (1983)....Muszka silbak (hang)
- Szaffi (1984)....Strázsamester (hang)
- Sortűz egy fekete bivalyért (1985)
- Mátyás, az igazságos (1985)....I. gömöri úr (hang)
- Gréti…! (egy kutya feljegyzései) (1986)....Komondor (hang)
- Akli Miklós (1986)
- Soha, sehol, senkinek (1988)
- Hamis a baba (1991)....Berger
- Ördög vigye (1992)
- A gólyák mindig visszatérnek (1993)
- Sose halunk meg (1993)
- Andersen, avagy a mesék meséje (2007)

### Filme și seriale de televiziune
- Fáklyaláng (1963)
- Karácsonyi ének (1964)
- Kristóf, a magánzó (1965)
- Pirostövű nád (1965)
- Princ, a katona (1966)
- Bors (1968) - az utolsó részben a német tábornok szerepében
- Hét kérdés a szerelemről - és három alkérdés (1969)
- A 0416-os szökevény (1970)
- A revizor (1970)
- Só Mihály kalandjai (1970)
- Rózsa Sándor 1-6. (Pisze Matyi, 1971)
- Egy óra múlva itt vagyok… (1971)
- A fekete város 1-7. (1971)
- Mézga Aladár különös kalandjai (1972)....Sligovici (ep. 12) (hang)
- Az ozorai példa (1973)
- Utazás a Holdba 1-3. (1974)
- Volpone (1974)
- Csillagok változása (1975)
- Felelet 1-5. (1975)
- Vivát, Benyovszky! 1-13. (1975)
- Bezzeg a Töhötöm! (1977)
- Látástól vakulásig (1978)
- Zokogó Majom 1-5. (1978)
- Mednyánszky (1978)
- Mire megvénülünk 1-6. (1978)
- Pom Pom meséi (1978-1980)....további szereplő (hang)
- Petőfi 1-6. (1981)
- Közös kutya (1983)
- A Pincérfrakk utcai cicák (1984)....Mörremorcogi Micó (hang)
- Kíváncsi Fáncsi (1984)....Jegesmedve (hang)
- A tanítónő (1985)
- Széchenyi napjai (1985)
- A vén bakancsos és fia, a huszár (1985)
- Zsarumeló (1986)
- Trombi és a Tűzmanó I. (1986)....Vizsla felügyelő (hang)
- Nyolc évszak 1-8. (1987)
- Aranyóra (1987)
- A varázsló álma (1987)
- Bánk bán (Mikhál bán, 1987)
- Halottak gyertyafényben (1987)
- Szomszédok (Hegyi Bernát, 1991-1999)
- Dzsamile (1988)
- Holnapra a világ (1990)
- Tiszazug (1991)
- Pénzt, de sokat! (1991)

## Premii și medalii
- Premiul Farkas–Ratkó (1957)
- Premiul Mari Jászai (1966)
- Artist emerit (1978)
- Maestru al artei (1989)

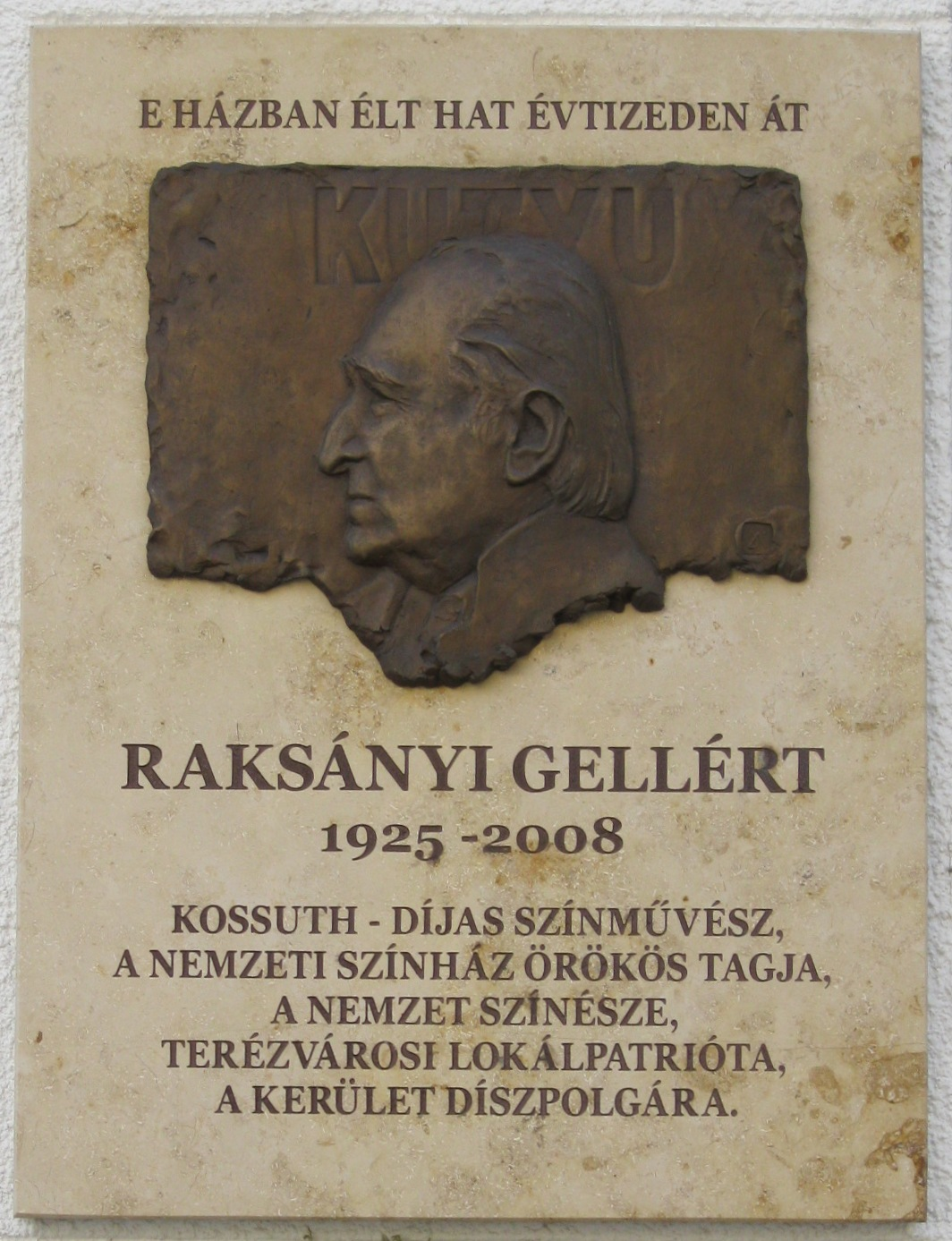
Placă în memoria lui Gellért Raksányi

- Membru pe viață al Teatrului Național din Budapesta (1989)[3]
- Premiul Kossuth (1992)
- Premiul pentru libertatea presei Sándor Petőfi (1997)
- Actor al națiunii (2000)
- Cetățean de onoare al sectorului Terézváros (2001)
- Placheta memorială Obersovszky (2002)
- Premiul pentru răspândirea moștenirii culturale maghiare (2006)
- Cetățean de onoare al localității Balatongyörök

## Memorie
Pe 15 martie 2012, cu prilejul aniversării a 10 ani de la inaugurarea noii clădiri a Teatrului Național din Budapesta, portretul său a fost reprezentat pe partea dinspre Pesta a podului Rákóczi, alături de portretele celorlalți opt actori ai națiunii.